# Котешки нокът
Котешкият нокът (Uncaria tomentosa, на английски: Cat's Claw) е дървовидна лиана растяща в тропическите гори на Централна и Южна Америка, най-вече в Амазонската джунгла.
Съществуват няколко разновидности на растението, като Uncaria tomentosa въздейства най-добре върху имунната система, благодарение на богатия състав от съдържащите хранителни вещества.
Котешкият нокът е голямо дървесно увивно растение, достигащо до 30 m дължина. По стеблото растат шипове със завита форма като нокти, с които лианата се закрепва към останалите растения. Срещат се две разновидности – Uncaria tomentosa (U.t.) и Uncaria guianensis (U.g.), като Uncaria tomentosa е по-добре изследваната разновидност. Притежава малки жълтениково-бели цветове, докато цветовете на Uncaria guianensis (U.g.) са червеникаво-оранжеви.
Растението съдържа различни фитохимикали, алкалоиди, тритерпенови съединения, органични киселини, дъбилни вещества, квиновикова киселина, олеанолова киселина, палмитолеинова киселина, стеролна фракция, флавоноиди, антиоксиданти.
Двете разновидности на котешкия нокът имат различно действие върху човешкия организъм.
Uncaria tomentosa има имуностимулиращ и противозачатъчен ефект, действа противовъзпалително, антиоксидантно, антивирусно, увеличава серотонина, оказва превантивен ефект при хора с високо кръвно, застрашени от инфаркт, използва се при лечение на онкологични заболявания, тъй като потиска развитието на туморните клетки.
Uncaria guianensis оказват превантивен ефект при хора с високо кръвно, застрашени от инфаркт. Действа спазмолитично. Ползва се при лечение и профилактика на остеоартрити.
Котешкият нокът се прилага като допълващо лечение, усилващ имунната система при спин и различни алергии. Използва се също за лечение на очни заболявания, болести на дебелото черво и храносмилателната система, астма, синузит, подобрява мъжката плодовитост, при възпаления на пикочните пътища, за възстановяване след раждане, при лечение на гонорея, дизентерия, хроническа умора, депресии.
Противопоказен е при бременни жени или кърмещи майки, деца под две годишна възраст и хора с трансплантирани органи, автоимунни заболявания, боледуващи от туберкулоза и хора с ниско кръвно налягане. Затова се приема само под лекарски контрол.